# Заричнюк, Евгений Николаевич
Евге́ний Никола́евич Заричню́к (укр. Євге́н Микола́йович Зарічню́к; род. 3 февраля 1989, Киев) — украинский футболист, полузащитник

## Биография
Во взрослом футболе дебютировал в 2006 году, выступая за «Нафком» из города Бровары. В следующем году дебютировал в составе клуба «Львов», в котором провёл один сезон. В 2008 году перешёл в «Сталь» из Алчевска, в котором сыграл только 2 матча. В 2009 году перешёл в «Оболонь» из Киева, в котором сыграл 5 матчей. В 2011 году перешёл в аренду в черниговскую «Десна». В том же году перешёл в аренду в «Николаев».
В 2012 году перешёл в аренду в «Тирасполь» из Молдовы и вскоре подписал с ними контракт. В «Тирасполе» с первых матчей застолбил за собой место в основном составе. По итогам сезона 2014/15 был приглашён на просмотр в футбольный клуб «Милсами», ставшего чемпионом Молдовы. В составе этой команды дебютировал в матчах Лиги чемпионов.
В сентябре 2017 года вновь присоединился к «Николаеву».

## Достижения
«Тирасполь»
- Серебряный призёр чемпионата Молдавии: 2013/14
- Финалист Суперкубка Молдавии: 2013/14
- Кубок Молдавии: 2012/13

«Милсами»
- Финалист Суперкубка Молдавии: 2015